# Knieperwall 1 (Stralsund)

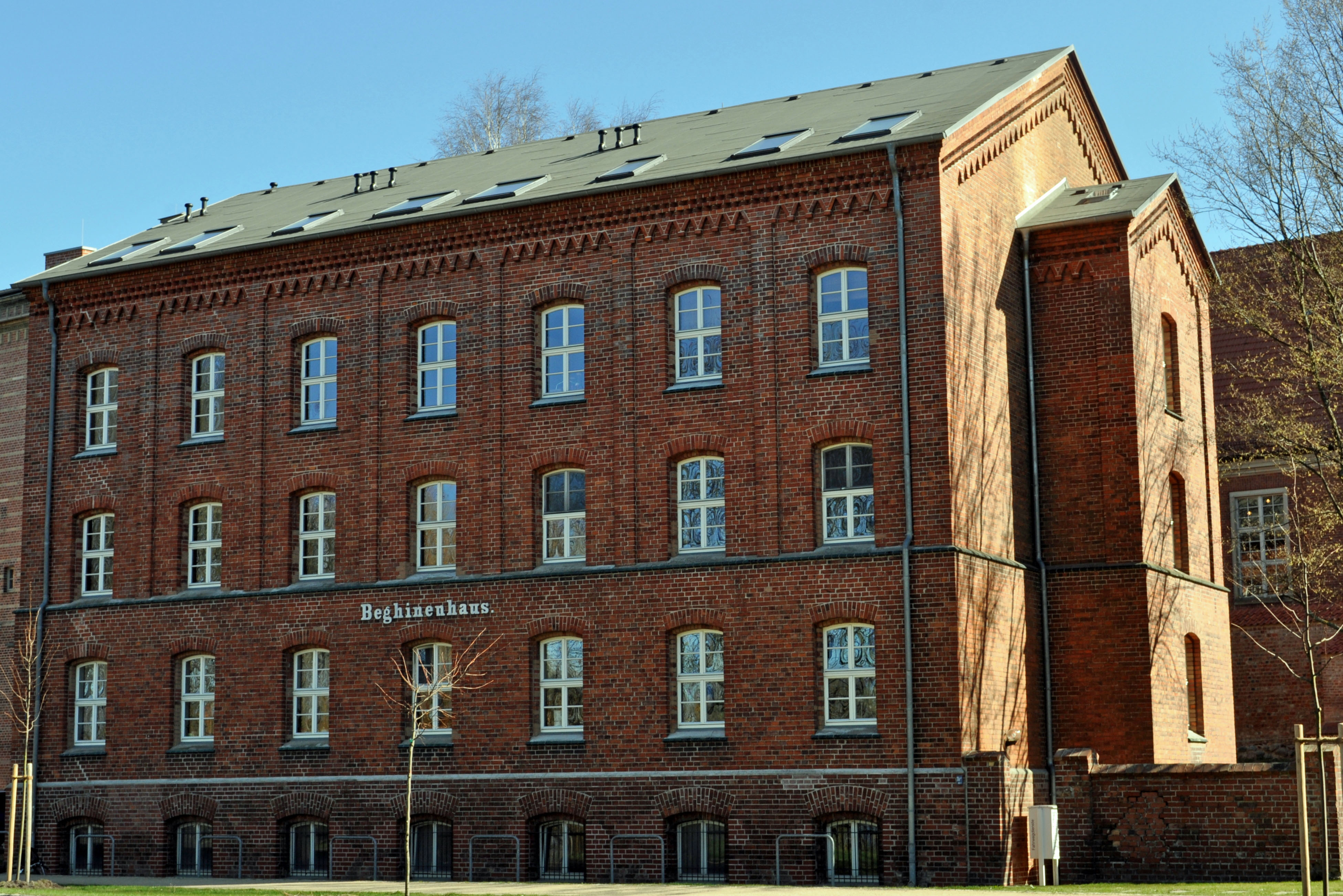
Das Haus Knieperwall 1 in Stralsund (2011)

Das Gebäude mit der postalischen Adresse Knieperwall 1 ist ein denkmalgeschütztes Bauwerk am Knieperwall in Stralsund. Es wird auch als Beghinenhaus bezeichnet.
Der dreigeschossige und siebenachsige Backsteinbau wurde im Jahr 1888 nach Plänen von Ernst von Haselberg errichtet. Bauherr war eine städtische Stiftung, die das „Beghinenhaus“ genannte Gebäude für bedürftige Frauen bauen ließ. Trotz des Namens besteht keine Verbindung zur Gemeinschaft der Beginen und Begarden.
Die Fassade ist schlicht gestaltet. Die Fenster zum Knieperwall sind mit Stichbogen gestaltet, die Obergeschosse sind mit Lisenen gegliedert. Unter der Traufe verläuft ein Dreiecksfries.
Das Haus liegt im Kerngebiet des von der UNESCO als Weltkulturerbe anerkannten Stadtgebietes des Kulturgutes „Historische Altstädte Stralsund und Wismar“. In die Liste der Baudenkmale in Stralsund ist es mit der Nummer 438 eingetragen.